# 纳章镇
纳章镇，是中华人民共和国云南省曲靖市马龙区下辖的一个镇。

## 行政区划
纳章镇下辖以下地区：
纳章社区、竹园村、曲宗村、方郎村和龙洞村。